# Anthreptes
Anthreptes is een geslacht van zangvogels uit de familie honingzuigers (Nectariniidae). De meeste soorten komen voor in Afrika. De grijskeelhoningzuiger (A. griseigularis), roodkeelhoningzuiger (A. rhodolaemus), olijfgrijze honingzuiger (A. simplex) en bruinkeelhoningzuiger (A. malacensis) zijn echter soorten die leven in het Orientaals gebied.

## Soorten
Het geslacht kent de volgende soorten:
- Anthreptes anchietae – Anchieta's honingzuiger
- Anthreptes aurantius – Violetstaarthoningzuiger
- Anthreptes gabonicus – Bruine honingzuiger
- Anthreptes griseigularis – Grijskeelhoningzuiger
- Anthreptes longuemarei – Violetrughoningzuiger
- Anthreptes malacensis – Bruinkeelhoningzuiger
- Anthreptes neglectus – Uluguruhoningzuiger
- Anthreptes orientalis – Zwaluwhoningzuiger
- Anthreptes rectirostris – Goudbandhoningzuiger
- Anthreptes reichenowi – Blauwkeelhoningzuiger
- Anthreptes rhodolaemus – Roodkeelhoningzuiger
- Anthreptes rubritorques – Roodbandhoningzuiger
- Anthreptes seimundi – Kortstaarthoningzuiger
- Anthreptes simplex – Olijfgrijze honingzuiger
- Anthreptes tephrolaemus – Grijskinhoningzuiger